# Verordnung über Luftfahrtpersonal
Die Verordnung über Luftfahrtpersonal (LuftPersV) regelte die Ausbildung und Lizenzierung von Luftfahrtpersonal in Deutschland. Nach Einführung der Verordnung (EU) Nr. 1178/2011 (EU-FCL) am 8. April 2015 wird dieses Gebiet weitgehend auf EU-Ebene geregelt und die zugehörigen Lizenzen wurden in Lizenzen nach EU-FCL-Recht umgeschrieben. Gleichzeitig sind die meisten Paragraphen der LuftPersV weggefallen.
Noch von der LuftPersV geregelt bleiben die Ausbildung und Lizenzierung bei Luftsportgeräten, Flugmodellen, Flugingenieuren.